# Łetycziwka
Łetycziwka (ukr. Летичівка) – wieś na Ukrainie, w obwodzie czerkaskim, w rejonie humańskim, w hromadzie Monastyryszcze. W 2001 liczyła 1686 mieszkańców, spośród których 1671 wskazało jako ojczysty język ukraiński, 11 rosyjski, 2 mołdawski, 1 białoruski, a 1 inny.